# Rőtfalva
Rőtfalva (1899-ig Rőt, németül: Rattersdorf, horvátul: Ratištrof)  Répcekethely településrésze Ausztriában, Burgenland tartományban a Felsőpulyai járásban.

## Fekvése
Kőszeggel átellenben a magyar határ mellett a határátkelő osztrák oldalán fekszik. A település a Kőszegi-hegység Hétforrás alatti völgyében meghúzódva helyezkedik el. Két főút találkozik itt a B61 és B55, csatlakozva a magyarországi 87-es főúthoz.

## Nevének eredete
Régi regősszállás a Gyöngyös mentén, neve a regősök régi röjtök
nevéből alakulhatott ki.

## Története
1279-ben "Reuth" néven említik először. 1397-ben "Reuth", 1464-ben "Rewth" alakban szerepel a korabeli forrásokban.
A kőszegi váruradalomhoz tartozott, majd 1390-ben a Kanizsai család lékai uradalmának része lett. Római katolikus temploma a 13. század elején épült, szentély felőli homlokzatán 1207-es évszám látható. A templomot eredetileg a Kisboldogasszony tiszteletére szentelték. 1532-ben a török lerombolta, de újjáépítették. Temploma 1580 körül a protestánsoké lett és csak 1650-ben az ellenreformáció hatására lett újra a katolikusoké. Esterházy Pál herceg 1696-ban teljesen újjáépíttette. A falu 1535-től 1676-ig a Nádasdy család birtoka volt. Ekkor az Esterházy család szerezte meg.
Vályi András szerint " RŐTH. Rattersdorf. Ném. falu Vas Várm. földes Ura H. Eszterházy Uraság, lakosai katolikusok, fekszik Kőszeghez 3/4 órányira. Nevezetesíti a’ B. Szűznek Képe, ’s bútsú járásai népesek; határja jól termő, vagyonnyai külömbfélék, piatza közel."
Fényes Elek szerint " Röth, német falu, Vas vgyében, közel Kőszeghez, h. Eszterházy uradalmában, 562 kath. lak., paroch. szentegyházzal, hova népes bucsújárások történnek."
Vas vármegye monográfiája szerint "Rőt, érdekes régi Gyöngyös menti község. A házak száma 106, lakosaié, akik német ajkúak és r. kath. és ág. ev. vallásúak, 591. Régi búcsujáróhely, melynek plébániája a XIII. században keletkezett. Híres szép templomát a protestánsok 110 évig bírták; de 1650-ben ismét visszaállíttatott. Kegyura herczeg Eszterházy Pál." 1910-ben 687, túlnyomóan német lakosa volt. A trianoni békeszerződésig Vas vármegye Kőszegi járásához tartozott. Rendekkel együtt településcserével került Ausztria birtokába Ólmodért és Szentpéterfáért cserébe 1923-ban (ld. még soproni népszavazás/További területváltozások a soproni siker nyomán). 1908. november 5-én átadták a Sopron–Kőszeg-vasútvonalat, helyben vasútállomás létesült. Kőszeg és Rőtfalva között 1951-ig zajlott személyforgalom, ezután az osztrák személyvonatok végállomása lett itt. A teherszállításban a határátmenet 1960-ig fennmaradt. 1968. április 28-án megszűnt a személyforgalom a Rőtfalva - Felsőpulya szakaszon és a pályát Felsőlászlóig felszedték.
A közúti határátkelőhely a schengeni egyezmény kiterjesztése után bezárásra került, az egykori vámház épületében ezután működő rendőrség 2011-ben bezárt. Ma szolgáltatóházként működik. Az átkelő épületét a tartományi tanács bontás fejében értékesítette és 2013. október elején elbontásra is került a B55-ös főút közepéről.

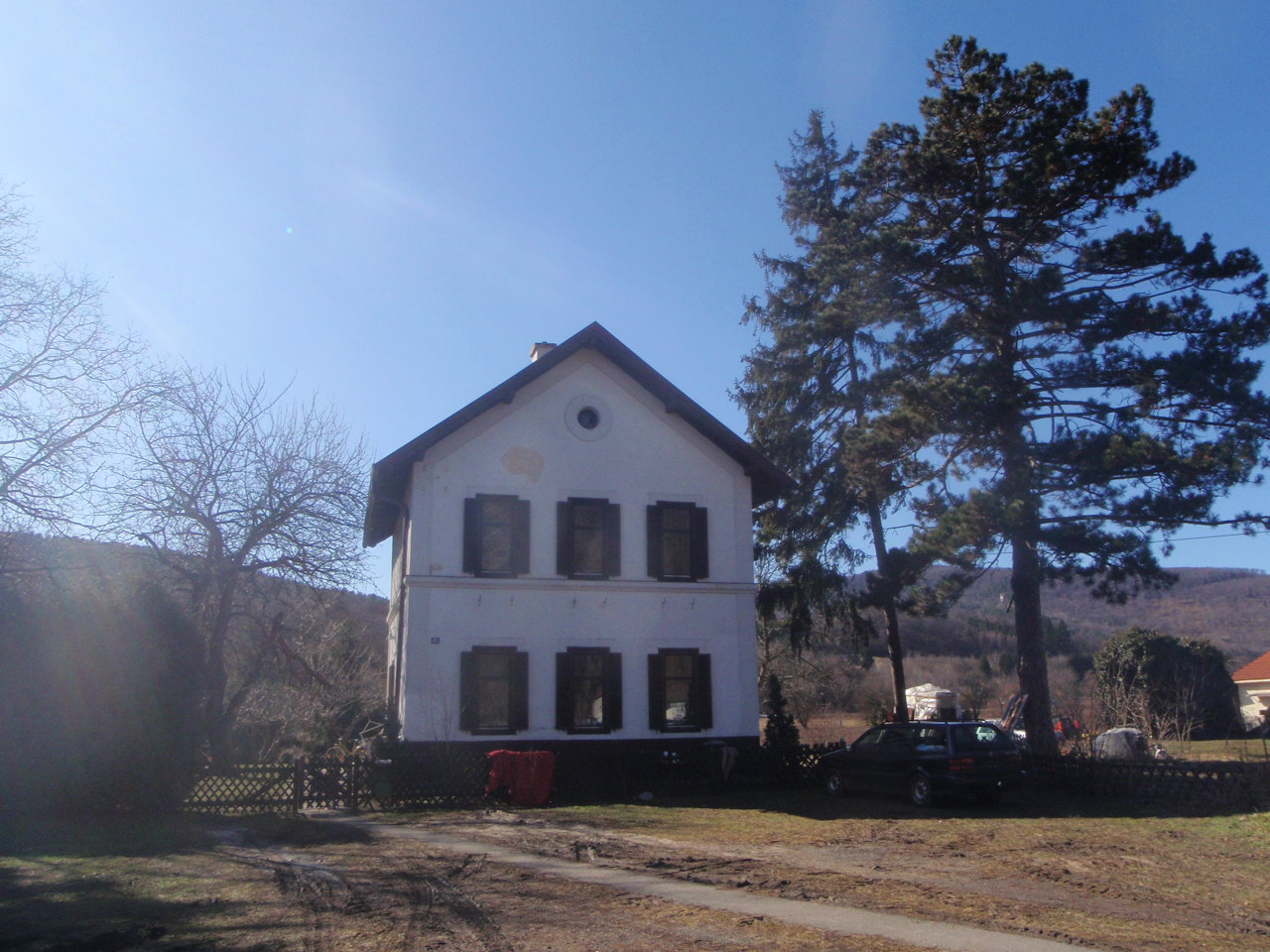
Az egykori vasútállomás, ma lakóház

A falunak alig több mint 500 lakosa van. Előkészítés alatt áll az S31-es autóút Felsőpulya-Rőtfalva szakasz - Pullendorfer Straße - építése, amely várhatóan 2014-re készül el, tehermentesítve a falut az átmenő forgalomtól.

## Nevezetességei
- Sarlósboldogasszony tiszteletére szentelt védőfallal övezett római katolikus kegytemploma 1279-ben már állt. A 14. században gótikus stílusban a középső hajóval és a sokszögzáródású, támpilléres szentéllyel bővítették. A hajó északi oldalához a 15. században késő gótikus templomhajót és sokszöges záródású, támpilléres szentélyt építettek. 1502-ben a déli falhoz egy mellékhajót kapcsoltak. A templom mai formáját az 1696-os barokk átépítés után nyerte el. 1644-ben egy kőszegi asszony adományozta a templomnak a gyermekét tápláló Mária kegyképét, amely azonban Lékára került. 1660-tól a lékai templom képének másolata látható itt. Kegyszobrát Eszterházy Pál adományozta 1676-ban. Évszázadok óta búcsújáróhely, keleti oldalánál van a szent forrás. A kút a 19. században beomlott, de 1964-ben helyreállították.
- Minden évben gyalogos Nagyboldogasszony zarándoklatot tartanak Rőtfalvára Kőszegről, a Jézus szíve templomtól, augusztus közepén.
- Jól kiépített és festői szépségű kerékpárút köti össze Lékával és Répcekéthellyel.
- A Hétforrás felől túraútvonal indul a faluban.
- Egykori vasútállomása és bakterháza [halott link] a volt határátkelőhely mellett még áll (Sopron–Kőszeg-vasútvonal).

## Külső hivatkozás
- Rőtfalva honlapja
- Répcekethely község hivatalos oldala (németül)
- Rőtfalva mint búcsújáróhely
- Magyar katolikus lexikon
- A helyi önkéntes tűzoltóegylet honlapja
- Az SC Rattersdorf-Liebing sportklub honlapja